# Бредун Євген Дмитрович
Євге́н Дми́трович Бредун (нар. 10 вересня 1982, Краматорськ, УРСР) — український футболіст, півзахисник. Після початку російсько-української війни перейшов на бік ворога і прийняв російське громадянство. У 2019 року сприяв сербському терористу-снайперу Деяну Беричу і переховував його у своїй квартирі.

## Біографія

### Клубна кар'єра
Вихованець краматорського футболу. В ДЮФЛ виступав за «Блюмінг» з рідного міста. В 2000 році перейшов в донецький «Шахтар», проте здебільшого виступав за другу і третю команду. 31 жовтня 2001 року дебютував у Вищій лізі в виїзному матчі проти запорізького «Металурга» (0:3), вийшовши на останніх хвилинах гри. В основному складі закріпитися не зміг, через що з 2004 по 2008 рік виступав на правах оренди за низку клубів вищої ліги.
У квітні 2009 року перейшов в донецький «Титан», що виступав у другій лізі, але вже 21 вересня того ж року на правах вільного агента підписав контракт х білоруським «Гомелем».
У липні 2010 року Бредун уклав контракт із дебютантом української Прем'єр-ліги «Севастополем» за схемою «1+1». У першій частині сезону 2010-11 Євген був основним гравцем «Севастополя», взявши участь у 17 матчах (у 16 виходив у стартовому складі) і забивши один гол, проте в січні 2011 року, під час збору команди в Туреччини, Бредун під час тренування травмував колінні зв'язки, у зв'язку з чим вибув до кінця сезону, який команда завершила на передостанньому місці і вилетіла назад в першу лігу. З нового сезону Бредун повернувся до основного складу.
У сезоні 2012/13 Бредун допоміг команді виграти Першу лігу, проте виходив на поле не дуже часто, через що влітку 2013 року покинув клуб. В липні на правах вільного агента підписав контракт з білоруською «Білшиною». У складі команди з Бобруйська він провів 10 ігор (743 хвилини), забив один м'яч, віддав дві гольові передачі, заробив одну жовту картку і один раз був видалений з поля.
У січні 2014 року повернувся на батьківщину і підписав контракт із першоліговим харківським «Геліосом».
У 2015 році перейшов у «СКЧФ» і прийняв російське громадянство. По завершенні ігрової кар'єри — керівник футбольної школи в тимчасово окупованому Криму та організатор пропагандистських змагань.

### Особисте життя
У червні 2009 року одружився з Аліною Астровською, учасницею української Фабрики зірок-3.

## Досягнення
- Чемпіон України (1): 2001-02
- Володар кубка України (3): 2000-01, 2001-02, 2003-04